# Hermann Lungkwitz

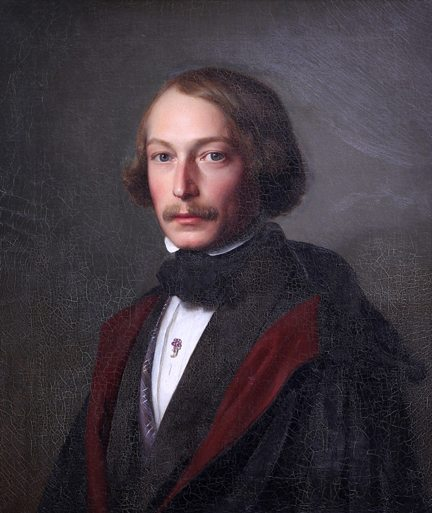
Hermann Lungkwitz, 1851 gemalt Friedrich Richard Petri (1824–1857)

Hermann Lungkwitz (* 14. März 1813 in Halle (Saale); † 10. Februar 1891 in Austin (Texas)) war ein romantischer US-amerikanischer Landschaftsmaler des 19. Jahrhunderts deutscher Herkunft.

## Leben

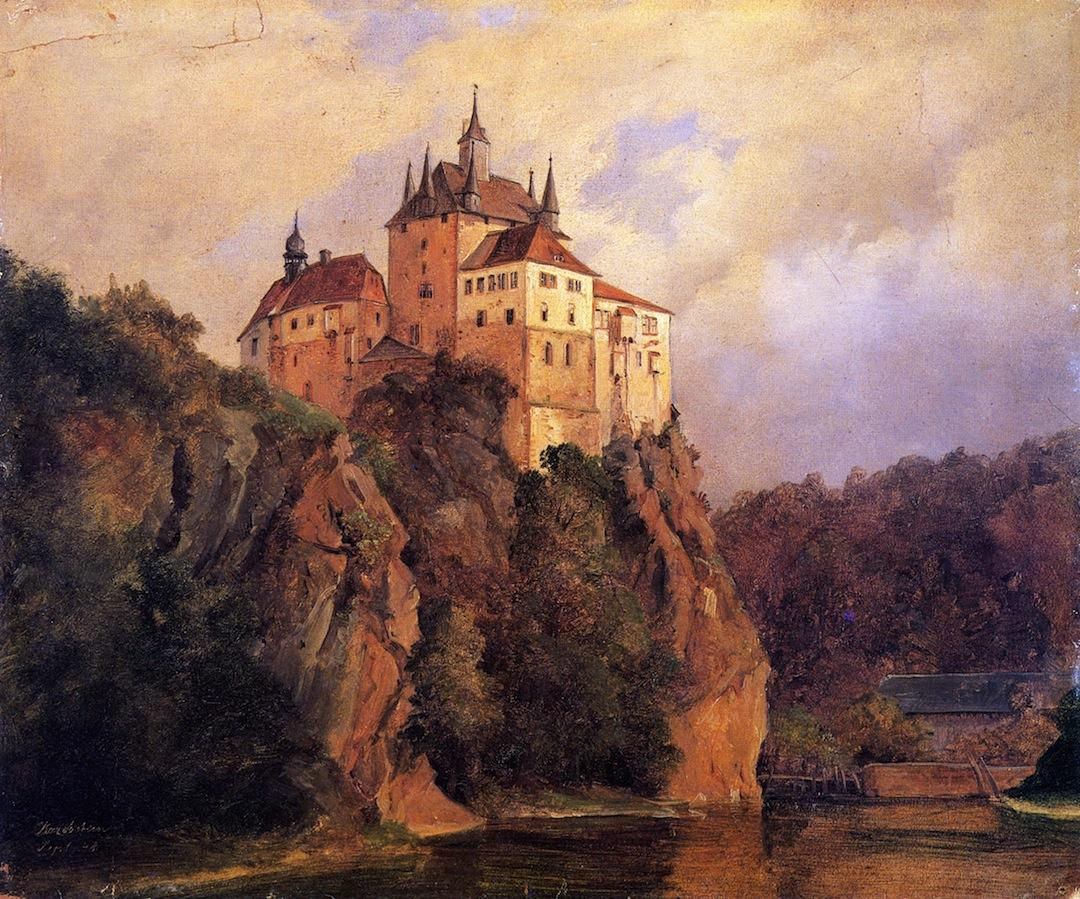
Burg Kriebstein, 1848

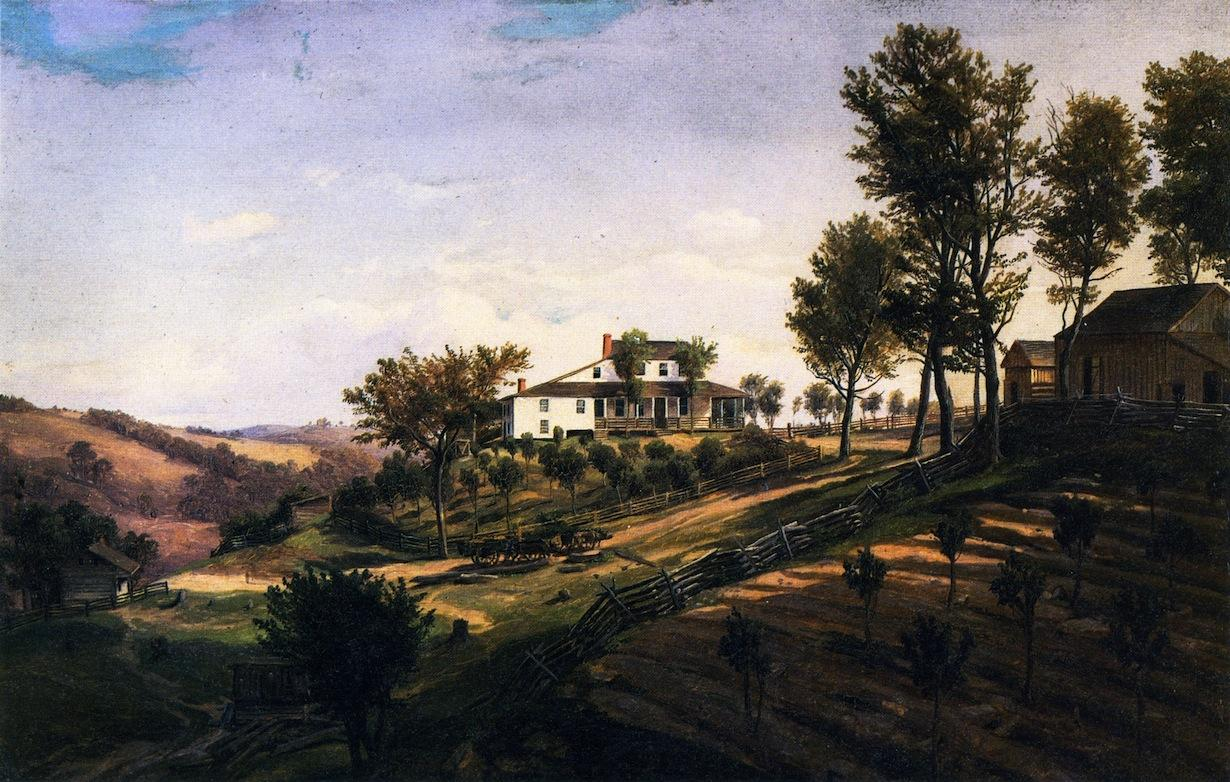
Hubbard Farm of Dana on Chapline Hill, 1851

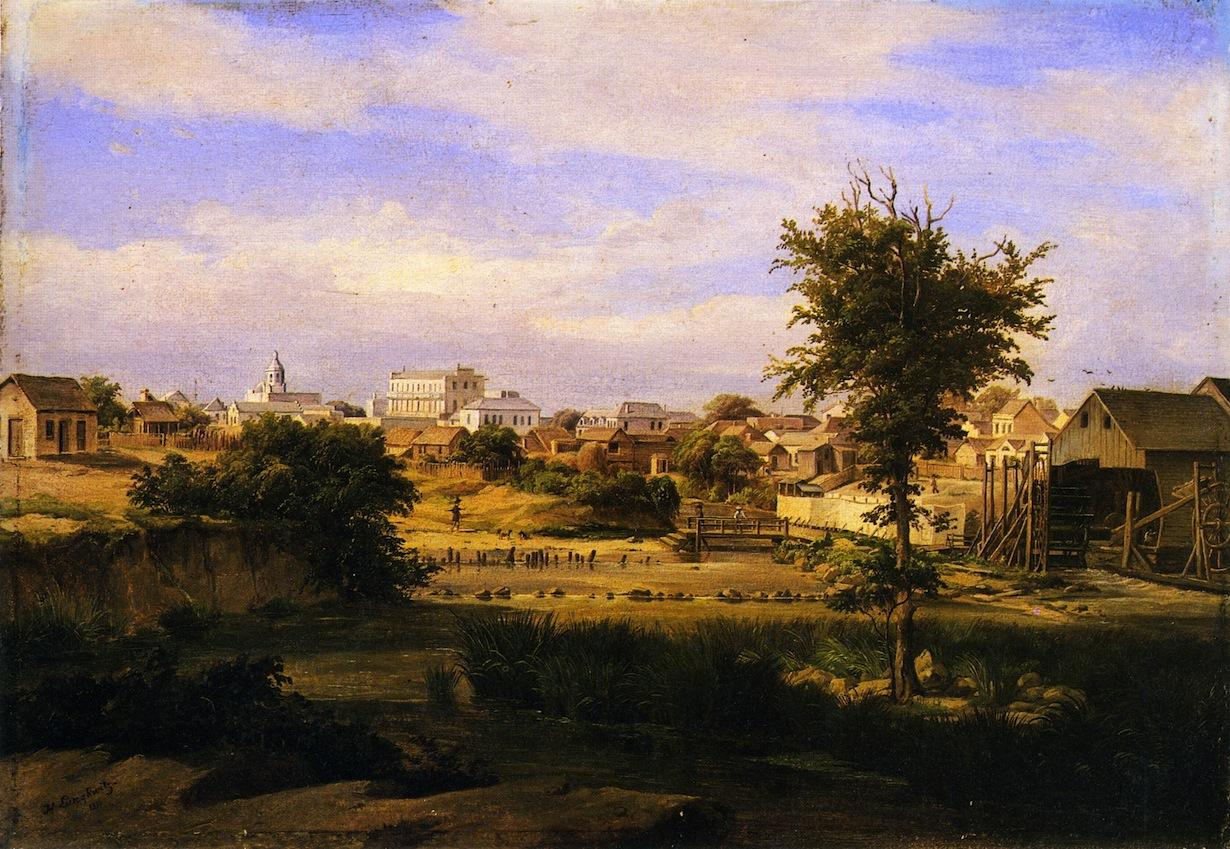
Lewis Grist Mill, 1856

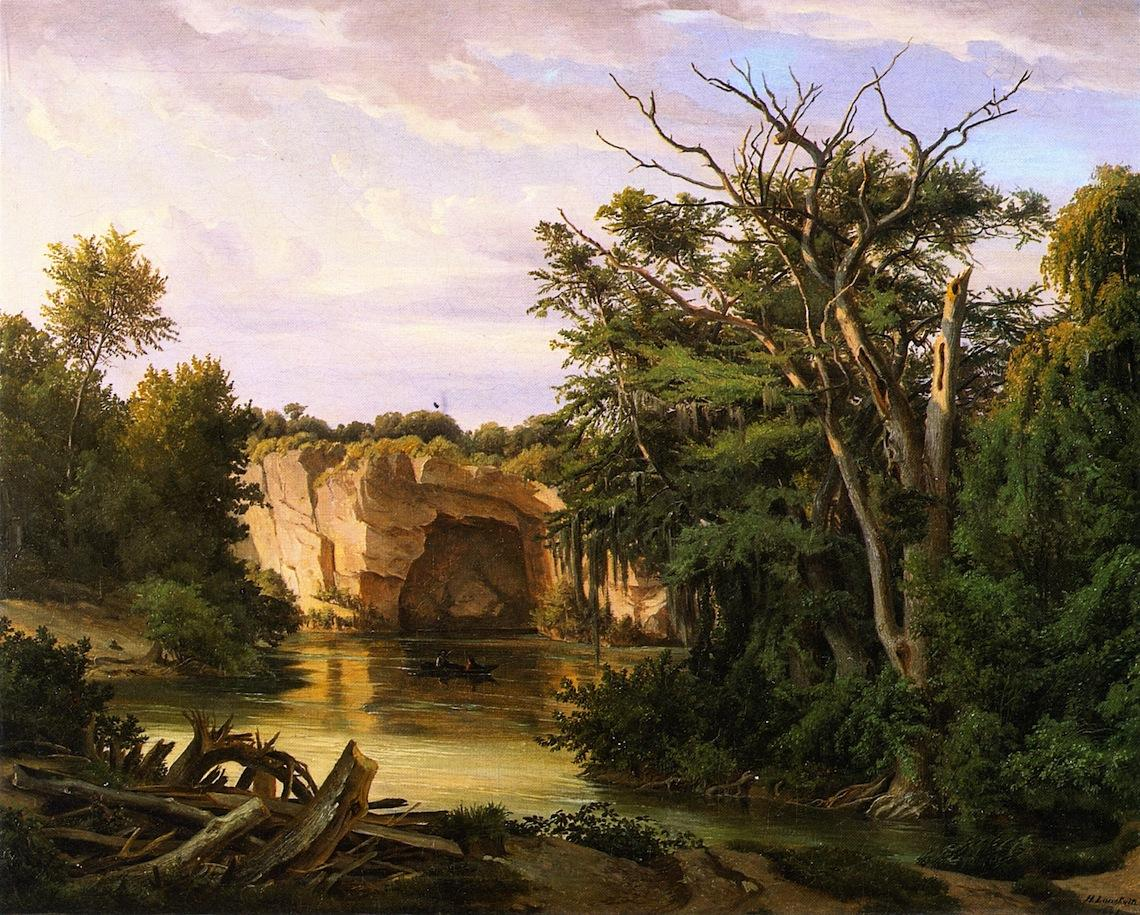
Landschaft am Guadalupe River, 1862

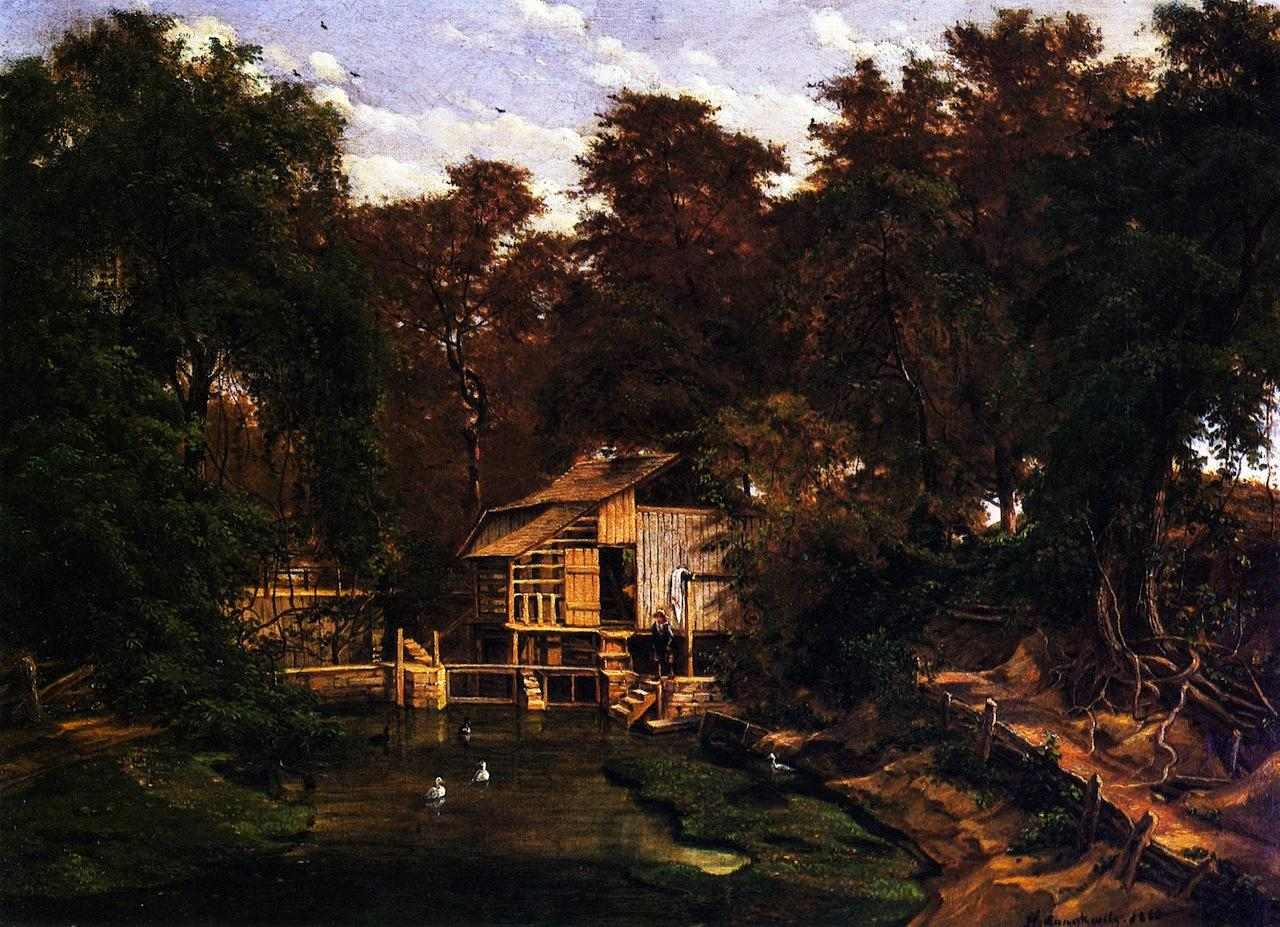
Paggi’s Mill on Barton Creek, 1885

Karl Friedrich Hermann Lungkwitz wurde als Sohn des Strumpffabrikanten Johann Gottfried Lungkwitz und seiner Frau Friederike Wilhelmine, geborene Hecht, in Halle, Sachsen-Anhalt, geboren. Von 1840 bis 1843 studierte er Malerei an der Dresdner Akademie bei Adrian Ludwig Richter. Nach dem Examen verbrachte er drei Jahre im Salzkammergut und den Nördlichen Kalkalpen in Bayern. Aus Protest gegen die Weigerung des sächsischen Königs Friedrich August II., eine konstitutionelle Monarchie anzuerkennen, nahm er 1849 zusammen mit seinem Schwager Richard Petri am Dresdner Maiaufstand teil. Als dieser scheiterte, emigrierten die Familien Lungkwitz und Petri 1850 in die USA. 1852 kauften sie für 400 Dollar in Texas eine Farm von 320 ha. Petri ertrank 1857 bei einem Unfall. 1864 gaben sie die Farm wieder auf. 1866 gründete Lungkwitz mit Carl G. von Iwonski ein Fotostudio in Austin (Texas). Von 1870 bis 1874 führte er einen lukrativen Großauftrag des Texanischen Katasteramtes aus; der Schwager Richard Petris, Jacob Kuechler, war Leiter dieser Behörde. Auch seine Tochter Martha Lungkwitz-Bickler war dort als Beamtin beschäftigt. Im Jahr 1877 gründete sein Schwiegersohn Jacob Bickler die Texas German and Englisch Academy in Austin, in der Lungkwitz Zeichnen und Malen unterrichtete. Seine Ehefrau Elisabeth, geborene Petri, starb 1880, Lungkwitz selbst 1891. Beide sind auf dem Oakwood Cemetery in Austin begraben.

## Werke
Lungkwitz hinterließ ein Werk von geschätzt 350 Bildern, größtenteils Bleistift- und Ölstudien, teilweise noch aus Europa stammend. Er war von der wildromantischen Landschaft des Texas Hill Countrys begeistert. Seine Lieblingsthemen waren Enchanted Rock, Bear Mountain, die Vorgebirge nördlich von Fredericksburg, die Pedernales, und die Colorado Flusstäler. Seine sorgfältig gearbeiteten Kompositionen in der Tradition europäischer Landschaftsmalerei entstanden als Bleistiftskizzen vor der Natur und wurden im Atelier in leuchtenden Farben ausgeführt.

## Kunsthistorische Einordnung
Der Auszug deutscher Akademiker wie Lungkwitz nach der missglückten bürgerlichen Revolution von 1848 nach Amerika war für Europa ein geistiger Aderlass, gleichzeitig ein Glücksfall für Amerika. Wohl kaum hätten wir sonst einen unverstellten Blick auf die urtümlichen Landschaften des amerikanischen Südens. Die wenigen akademischen Künstler Amerikas bildete das Land damals an der Ostküste aus, die Universität von Texas wurde erst 1883 gegründet. Heroisierende Klischees des amerikanischen Südens aus zweiter Hand, wie in den Romanen von Karl May in Deutschland oder in den Gemälden von Frederic Remington in Amerika, waren damals weit verbreitet und wurden unkritisch als Realität wahrgenommen.
Doch auch Lungkwitz ist nicht völlig frei von ideologischen Implikationen. Bei ihm wird die typisch romantische Attitüde, das Paradies mit den Mitteln der Kunst wiederherzustellen, zum Programm. Kleine menschliche Ansiedlungen kämpfen gegen die erbarmungslose Natur, eine primär romantische Disposition. Fast menschenleere Landschaften werden für ihn zur Metapher von Hoffnungen, die die politische Enge Europas damals nicht zuließ. Diese archaischen Motive spiegeln die unerfüllten Sehnsüchte der bürgerlichen Intellektuellen Europas nach Freiheit und Unabhängigkeit von monarchisch-autoritärer Gängelung wider. Seine Akribie und Detailgenauigkeit bezeugen seine Entschlossenheit, in der Kunst das zu finden, was ihm die defizitäre politische Realität in Deutschland zuvor versagt hatte. In Amerika hatte er zwar Aufnahme gefunden, aber auch eine Gegenwart voller Rassismus und des furchtbaren amerikanischen Sezessionskrieges und der Folgen. Insofern war auch Lungkwitz durch sein Emigration nicht wirklich freigeworden: er war befangen in der lebenslangen Suche nach einem Ideal, das er selbst nie richtig erleben durfte. Von dieser Spannung leben seine grandiosen Gemälde.

## Ausstellungen
Nach seinem Tod war Lungkwitz zunächst vergessen, wurde aber in den 1930er Jahren wiederentdeckt. Seine Bilder bilden heute die Schmuckstücke vieler staatlicher Galerien und öffentlicher Gebäude in Texas. Eine große Werkretrospektive fand 1983/1984 in der Universität von Texas in San Antonio statt.